# Eginhard von Barfus
Karl Richard Eginhard von Barfus (ou Barfuss), né le 7 novembre 1825 au manoir de Telzleben, près de Treptow en Poméranie et mort le 20 février 1909 à Munich, est un écrivain prussien auteur de romans d'aventure, principalement destinés à la jeunesse.

## Biographie
Eginhard von Barfus descend d'une famille de la noblesse immémoriale de la Vieille-Marche, dont il est fait mention en 1251. Il épouse à Königshütte, le 8 octobre 1859, Luise Wierz qui lui donne deux enfants, Arthur (1860) et Natalie (1861).
Barfus étudie à Dantzig, puis il entre à l'âge de dix-sept ans dans l'armée prussienne et devient officier à l'âge de vingt ans. Mais en 1851, il s'engage en tant que lieutenant dans l'armée coloniale hollandaise, au sein de laquelle il participe dans les Indes néerlandaises à des expéditions à Bornéo et à Sumatra. Il démissionne en 1858 en raison du climat et des maladies tropicales.
De retour en Allemagne en 1860, il s'essaye à divers métiers et écrit des articles dans les journaux et les revues sur sa période militaire, notamment dans les Hausblätter d'Edmund Hoefer et Friedrich Wilhelm Hackländer. Ce n'est cependant qu'en 1888 qu'il publie son premier récit d'importance qui rencontre un certain succès, Vom Kap nach Deutsch-Afrika vor (Du Cap à l'Afrique occidentale allemande). Dès lors il publie régulièrement des romans d'aventure destinés à un public adolescent avide de voyages en Afrique ou en Asie, de traversées maritimes, ou dans la Prairie américaine et d'exploits militaires, qui en font un écrivain populaire de l'époque.
Contrairement à ses homologues britanniques et français de la même époque qui écrivirent aussi sur des thèmes coloniaux, Barfus est tombé aujourd'hui en Allemagne dans un certain oubli, car le pays ne veut plus se souvenir de cette période. Sous le Troisième Reich ses œuvres avaient été jugées trop monarchistes et certaines bibliothèques publiques les condamnèrent au pilon.

## Œuvres
- Wohl Biegen, aber nicht brechen (avant 1888)
- Der fiegende Höllander (avant 1888)
- Vom Kap nach Deutsch-Afrika (1888)
- Durch alle Meere (1889), réédité en 1919 sous le titre Schiffsjungenabenteuer
- Der Diamantenschatz (1889)
- Der Schatz des Kaziken (1890)
- Deutsche Marine am Kongo und in der Südsee (1892)
- Deutsche Ansiedler am Cheyenne (1892)
- Eine unheimliche Seefahrt (1892)
- Ein Ritt um's Leben (1892)
- Kriegsfahrten eines alten Soldaten im Fernen Osten (1892)
- Treue Kameraden (1892)
- Bis in die Wildnis (1895)
- Am Elefantensee (1896)
- Watawa, die Tochter des Crow-Häuptlings (1897)
- Im Lande der Buren (1897)
- Die Meuterer in der Südsee (1898)
- Die Goldsucher am Klondyke (1899)
- Bei den Fliebustiern auf Cuba (1900)
- Der Buren Freiheitskampf (1900)
- Auf Samoa (1901)
- Aus fernen Zonen (1908)
- Im malayischer Gefangenschaft (1909)